# Хузенкела
Хузенкела (перс. خوزنکلا‎) или Хузенкола — село на севере Ирана, в остане Альборз. Входит в состав шахрестана Кередж. Является частью дехестана (сельского округа) Адеран бахша Асара.

## География
Село находится в восточной части Альборза, в горной местности южной части Эльбурса, в долине реки Кередж, на расстоянии приблизительно 11 километров к северо-востоку от Кереджа, административного центра провинции. Абсолютная высота — 1596 метров над уровнем моря.

## Население
По данным переписи 2006 года население села составляло 358 человек (194 мужчины и 164 женщины). В Хузенкеле насчитывалось 114 домохозяйств. Уровень грамотности населения составлял 84,36 %. Уровень грамотности среди мужчин составлял 88,14 %, среди женщин — 79,88 %.